# Outlook.com
Outlook.com, tidligere kendt som MSN Hotmail og almindeligvis benævnt simpelt som Hotmail, er en gratis webbaseret emailservice fra Microsoft, som en del af dets Windows Live gruppe. Hotmail blev grundlagt af Sabeer Bhatia og Jack Smith og lanceret juli 1996 som "HoTMaiL".

HoTMaiL var en af de første webbaserede email services.

HoTMaiL originale navn og de store bogstaver henfører til HTML, formatteringssproget anvendt af World Wide Web. Hotmail blev købt af Microsoft i 1997 for skønsmæssigt $400 millioner USD og kort efter blev det genbranded som "MSN Hotmail".
Den sidste version af Hotmail blev frigivet i 2011.
I februar 2013 blev navnet ændret til Outlook.com som en del af bestræbelserne på at genskabe (»rebrande«) interessen for Windows Live-produkterne.